# Шатены

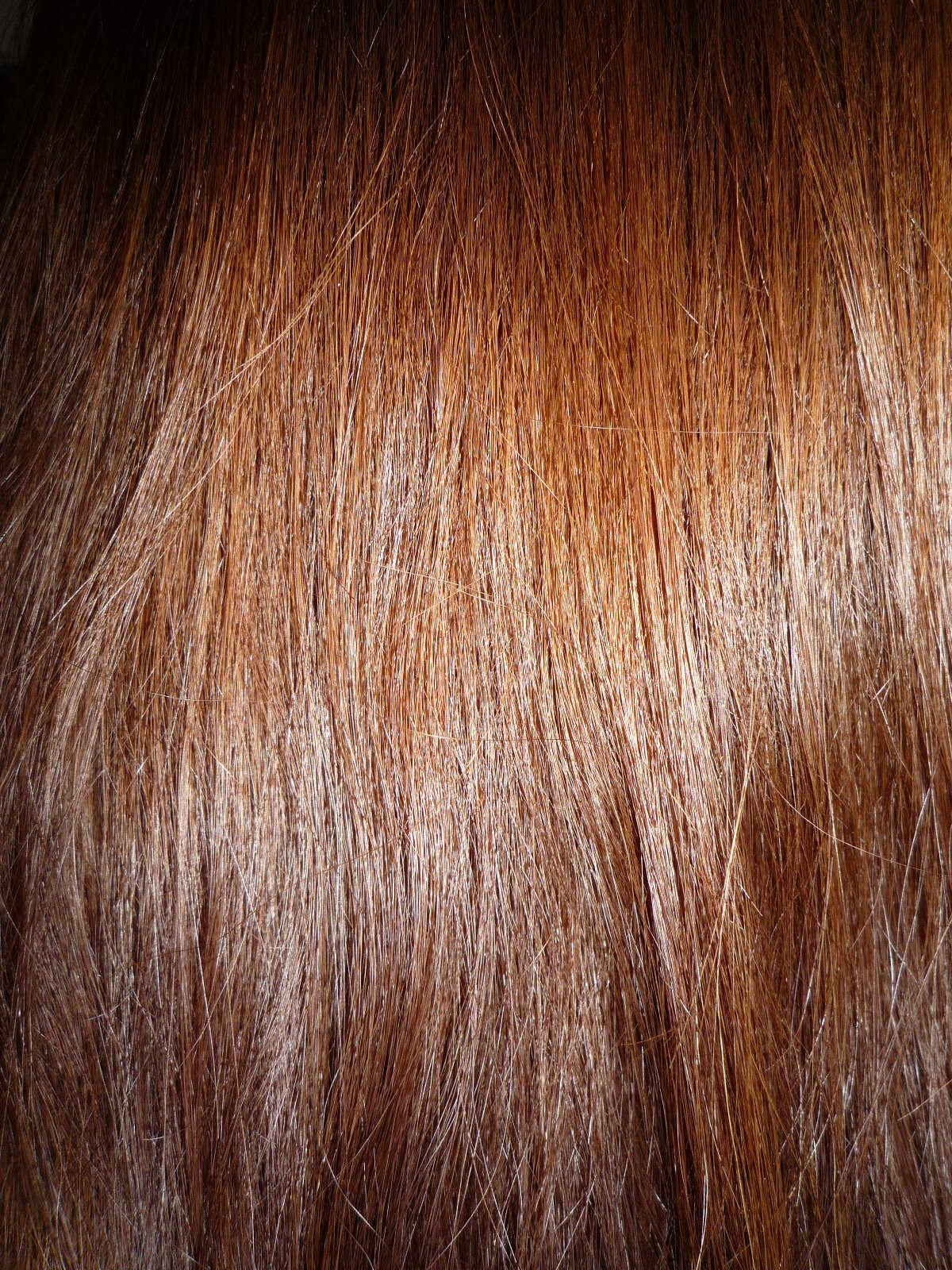
Крупным планом вид коричневых волос

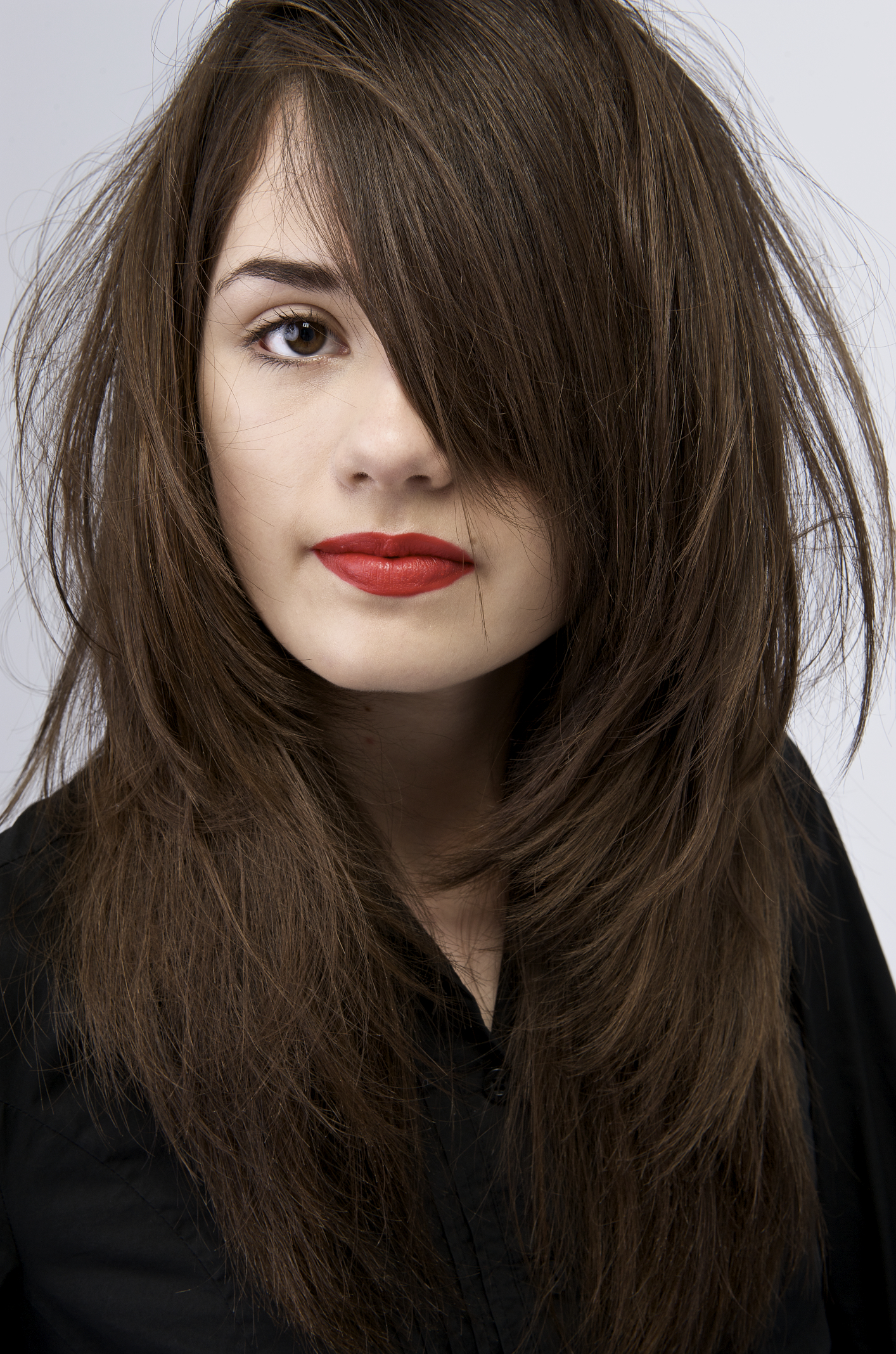
Женщина с коричневыми волосами

Коричневый цвет волос является вторым по распространённости цветом волос человека, после чёрных волос. Цвет волос варьируется от светло-коричневого до почти чёрных волос, что делает его самым крупным по числу оттенков. Он характеризуется более высоким уровнем тёмного пигмента эумеланина и более низкими уровнями бледного пигмента феомеланина. Нити волос толще, чем у светлых волос, но тоньше, чем у рыжих волос. Люди с коричневыми или чёрными волосами зовутся брюнетами (фр. brunet ← лат. brunus «коричневый»), хотя людей с коричневыми волосами принято называть шатенами (галлиц. от châtain «тёмно-русый, каштановый» ← châtaigne «каштан»).
Коричневый цвет волос является распространённым среди населения в западном мире, особенно среди жителей Центральной Европы, Южной Европы, Южного конуса, Соединённых Штатов Америки, а также некоторых групп населения в Большом Ближнем Востоке, где оттенки волос плавно переходят в чёрные волосы. Коричневый цвет волос распространён среди австралийских аборигенов и меланезийцев. Шатены также распространены в Центральной и Южной Африке. Также шатены распространены в Восточной Европе.

## Галерея

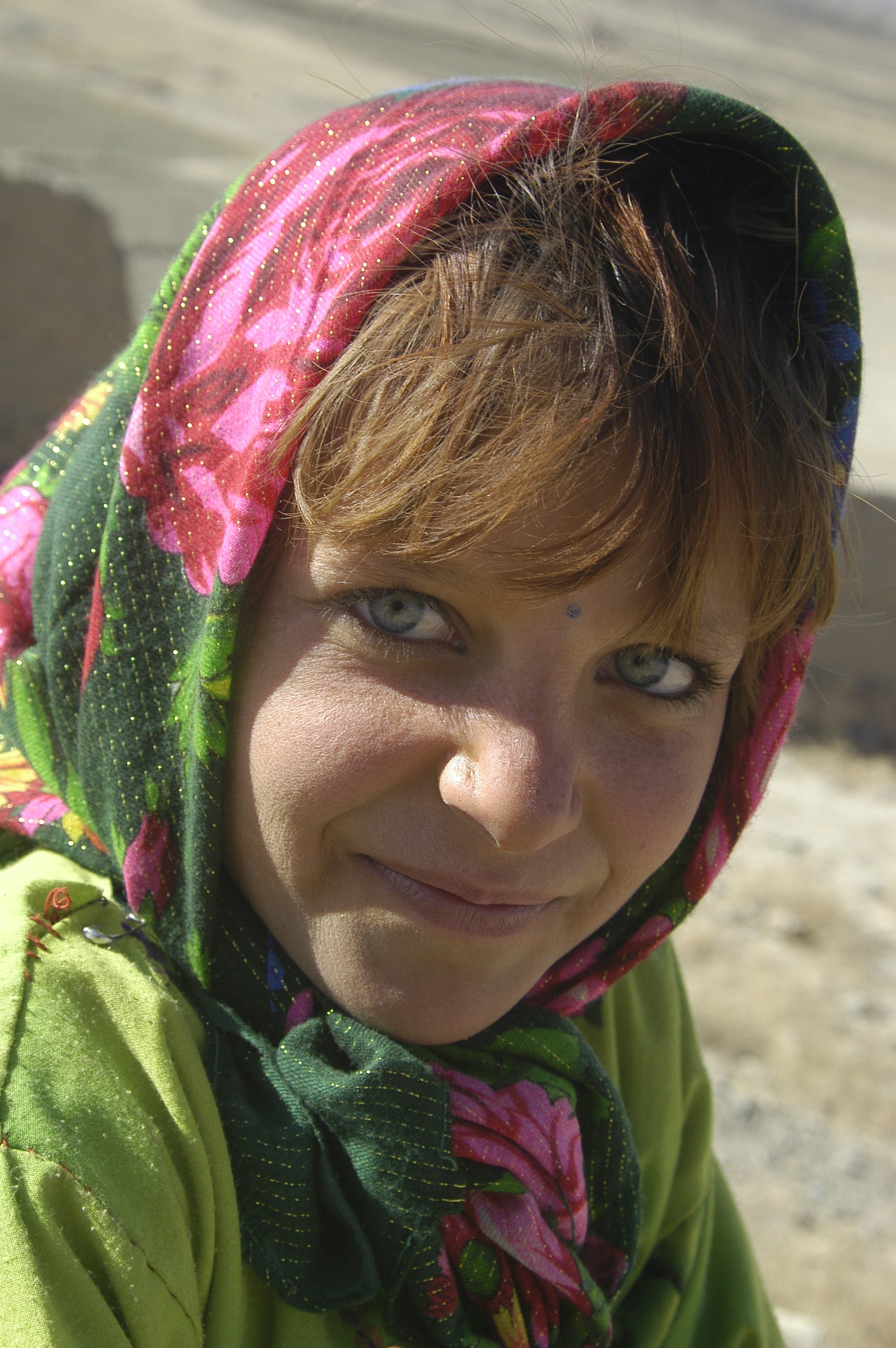
Коричневая корица (Афганская нуристанская девушка)
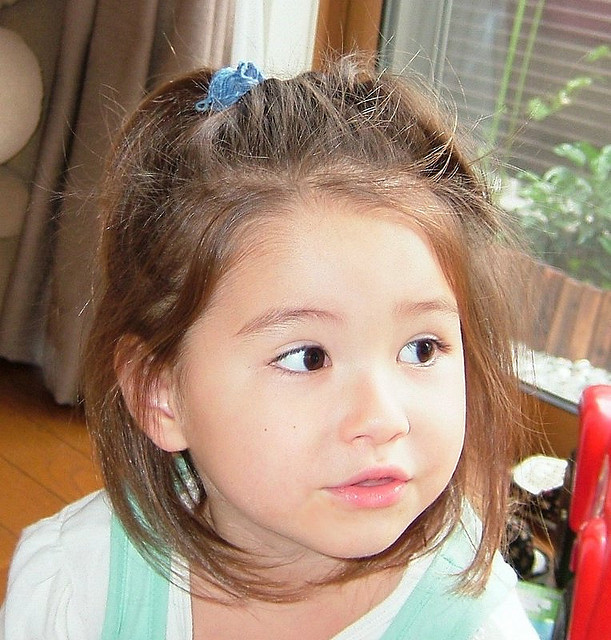
Светло-коричневый (Японская девочка смешанного происхождения)
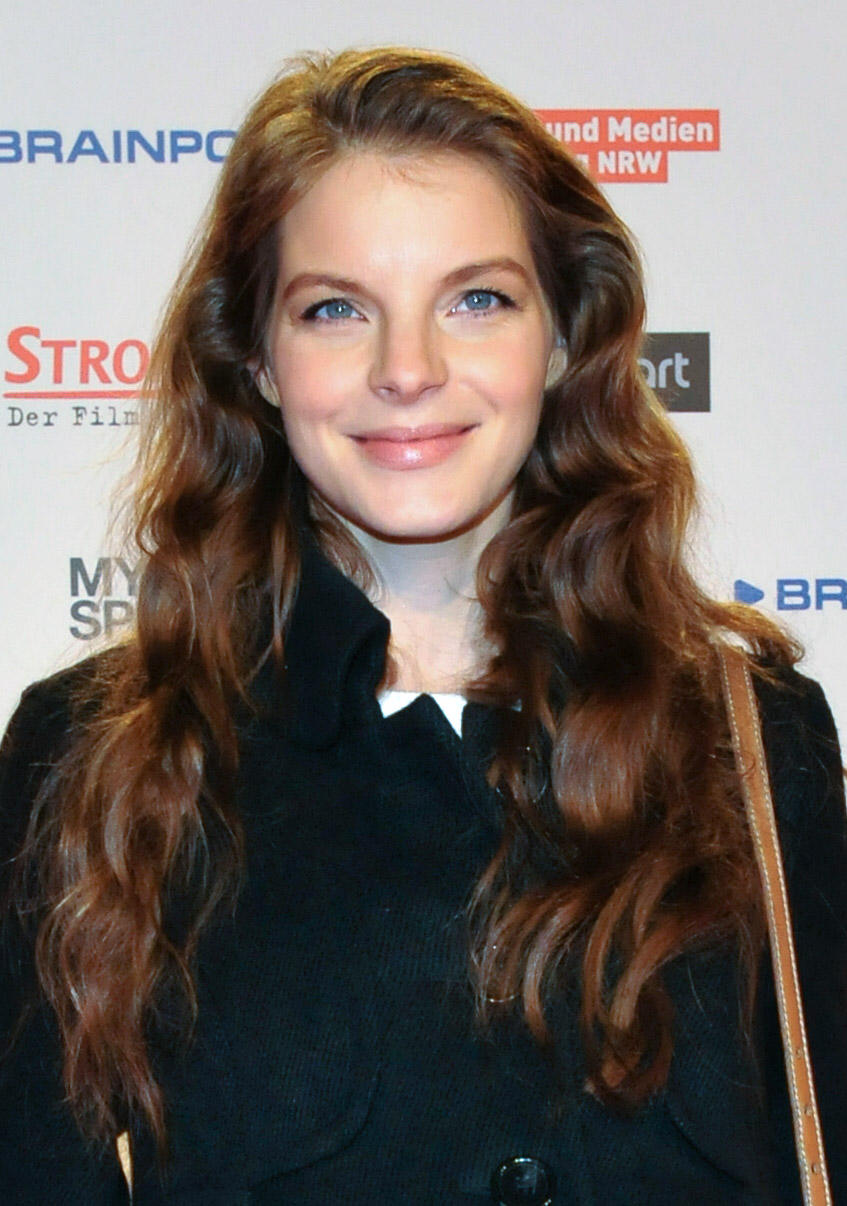
Каштановый (Ивонн Каттерфельд)
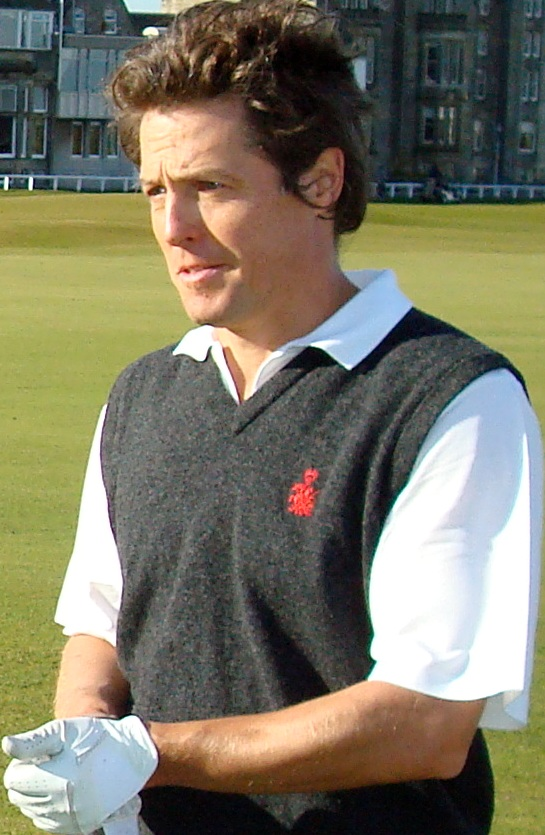
Средний коричневый (Хью Грант)
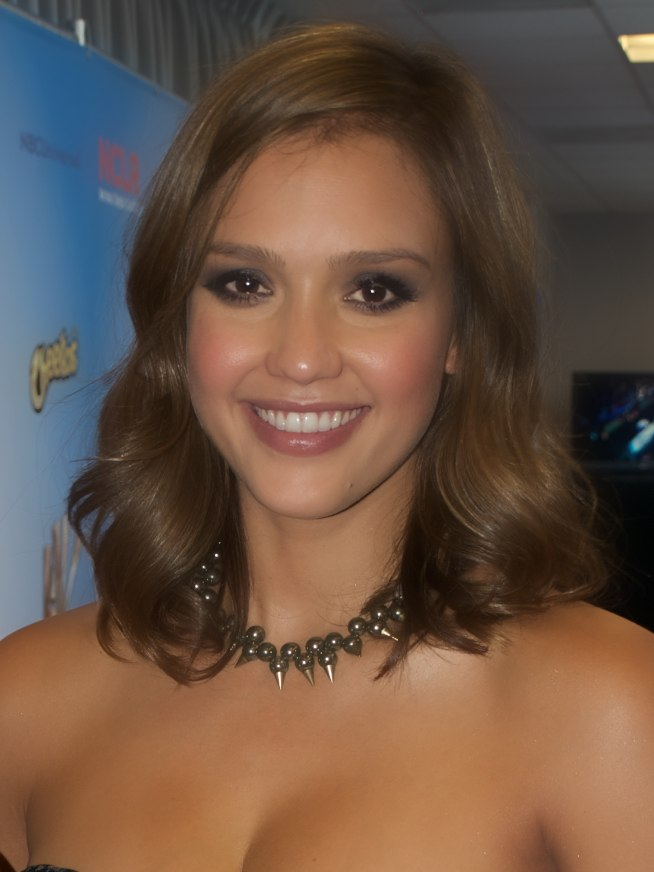
Светло-золотисто-коричневый (Джессика Альба)
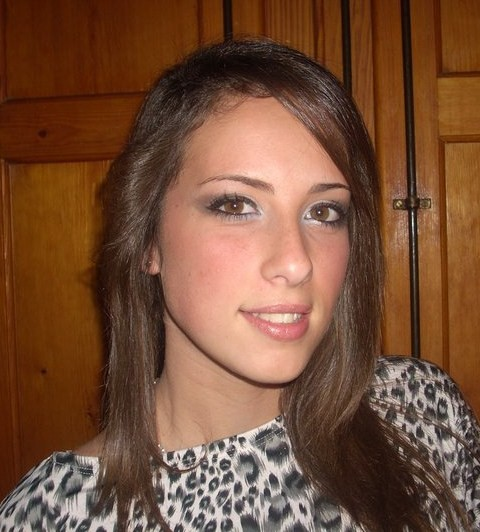
Пепельно-коричневый (Итальянская сицилийская девушка)